# Deutsche Industrie Grundbesitz AG
Die Deutsche Industrie Grundbesitz AG ist ein deutsches Immobilienunternehmen mit Sitz in Potsdam. Es war im Mai 2021 Eigentümer von knapp 89 ausschließlich in Deutschland sich befindenden Immobilien mit einem Pro-Forma-Bilanzwert von 688 Millionen Euro und einer Jahresmiete von rund 58,7 Millionen Euro (jeweils Stand: Mai 2021). Die Bilanzsumme des Unternehmens betrug am 31. März 2021 782 Millionen Euro. Im Geschäftsjahr 2019/2020 (Oktober 2019 bis September 2020) erwirtschaftete die Firma einen Jahresumsatz von 40,781 Mio. Euro und hatte sechs Mitarbeiter.

## Geschichte und Unternehmensstrategie
Gegründet wurde die Gesellschaft als Jägersteig Beteiligungs GmbH im November 2014. Nach einer Umfirmierung im Oktober 2017 wurde sie in die Deutsche Industrie Grundbesitz AG umgewandelt. Die Gesellschaft hat seit Anfang 2018 den Status eines REIT und heißt seitdem Deutsche Industrie REIT-AG. Der Unternehmensgegenstand sind Erwerb und Bewirtschaftung eines sogenannten Light-Industrial-Immobilienportfolios (Produktions- und Logistikimmobilien sowie Gewerbeparks) in gewachsenen Gewerbe- oder Industriegebieten mit lokaler Relevanz im gesamten Bundesgebiet Deutschland.
Im Oktober 2021 kündigte die niederländische CTP N.V. ein knapp 800 Millionen Euro umfassendes Delisting-Übernahmeangebot für die DIR an, dessen Abschluss für Anfang 2022 geplant ist. Das Entfernen von der Börse wurde Anfang 2022 durchgeführt. Es ist geplant, die Deutsche Industrie Grundbesitz AG mit der CTP N.V. zu verschmelzen.

## Börsenlisting
An der Börse Berlin war die AG seit Dezember 2017 im Prime Standard gelistet, der REIT-Status wurde kurz darauf folgend Anfang 2018 erreicht. Die Aktionärsstruktur war geprägt von institutionellen nationalen und internationalen Investoren. Größte Anteilseigener waren die Obotritia-Gruppe (29,7 %), VBL (9,8 %) und Parson GmbH (6,2 %). Der Streubesitz (gem. der Definition der Deutsche Börse AG) lag zum Stichtag am 31. März 2021 bei ca. 42,5 %.